# Китайское слово «кризис»
Китайское слово, означающее «кризис» (кит. трад. 危機, упр. 危机, пиньинь wēijī), часто упоминается в западных странах в мотивирующих текстах как состоящее из двух иероглифов, означающих, соответственно, «опасность» и «возможность». Некоторые лингвисты критикуют такую интерпретацию как разновидность этимологического заблуждения, поскольку «возможность» не является основным значением иероглифа с произношением jī (кит. трад. 機, упр. 机).

## Использование
Согласно мнению американского лингвиста Бенджамина Циммера, в английском языке такая интерпретация китайского термина «кризис» впервые встречается не позднее 1938 года, когда этот перевод был использован в неподписанной передовице журнала для миссионеров в Китае. Скорее всего, популярность в США такой перевод получил после того, как Джон Кеннеди использовал это риторическое выражение в своих выступлениях в 1959 и 1960 годах:

В китайском языке слово «кризис» состоит из двух символов,
один означает «опасность», а другой — «возможность».
Оригинальный текст (англ.)In the Chinese language, the word "crisis" is composed of two characters,
one representing danger and the other, opportunity.

Упоминание слова стало излюбленным мемом американских бизнес-консультантов и ораторов-мотиваторов, а также получило популярность в образовательных учреждениях, политике и средствах массовой информации. Например, в 2007 году государственный секретарь США Кондолиза Райс использовала это выражение во время мирных переговоров на Ближнем Востоке. Бывший вице-президент США Альберт Гор употребил это выражение в речи в комитете по энергетике и коммерции Палаты представителей, во введении к своей книге «Неудобная правда» и в нобелевской лекции.
Трактовку написания китайского слова «кризис» как сочетания иероглифов «опасность» и «возможность» также нередко озвучивают российские публичные фигуры и журналисты. Так, это выражение в своих выступлениях и интервью использовали Борис Немцов, Михаил Делягин, Михаил Прохоров, Алексей Улюкаев и другие.
Бенджамин Циммер считает, что привлекательность данного устойчивого выражения обусловлена «удобством» его использования как риторического приёма, оптимистичностью при использовании в качестве призыва к действию, а также феноменом принятия желаемого за действительное (англ. wishful thinking).

## Распространённый неправильный перевод
Филолог-китаист Виктор Мейр из Пенсильванского университета утверждает, что популярная интерпретация wēijī как «„опасность“ плюс „возможность“» является «общераспространённым заблуждением» в англоговорящих странах. Иероглиф wēi (危) действительно означает «опасный» или «рискованный», но элемент jī (机) является очень многозначным. Наиболее частый приблизительный смысл этого элемента — «критическая точка». Китайское слово «возможность» (кит. трад. 機會, упр. 机会, пиньинь jīhuì, буквально — «достижение критической точки»), напротив, является многокоренным словом, содержащим jī.